# Geoff Richardson (hudebník)
Peter Geoffrey Richardson (* 15. července 1950 Hinckley) je britský violista a multiinstrumentalista. V roce 1972 krátce působil ve skupině Spirogyra. V letech 1972-1978, 1980-1981, 1995-1996 a od roku 1997 dodnes působí ve skupině Caravan. Později působil ve skupině Penguin Cafe Orchestra a hrál například s Murrayem Headem, Kevinem Ayersem, Bobem Geldofem a mnoha dalšími.